# L'infiltrato (film 1990)
L'infiltrato (The Man Inside) è un film del 1990 diretto da Bobby Roth.